# سوپر فایت لیگ
سوپر فایت لیگ (انگلیسی: Super Fight League) شرکت تبلیغات ورزشی هندی و از سازمان‌های فعال هنرهای رزمی ترکیبی است، که در سال ۲۰۱۲ توسط سانجی دات و راج کوندرا تأسیس شد.